# Zuckmantel (Schwarzenbach am Wald)
Zuckmantel ist ein Gemeindeteil der Stadt Schwarzenbach am Wald im Landkreis Hof (Oberfranken, Bayern). Zuckmantel liegt in der Gemarkung Löhmar.

## Geografie
Die Einöde liegt auf einem Höhenzug des Frankenwaldes. Ein Anliegerweg führt nach Löhmar (0,5 km südwestlich).

## Geschichte
Der Ortsname leitet sich vom althochdeutschen „zuoc“ für Zacken, Verzweigung, Gabelung und dem althochdeutschen „mantala“ als Bezeichnung für Föhre/Kiefer ab. Solche Föhren an einer Straßengabelung dienten häufig als natürliche Wegweiser. In einer Beschreibung des Ritterlehens Schwarzenstein des Jahres 1574 wird Zuckmantel erstmals erwähnt. Es bestand damals aus einem Hof. Um 1700 gehörte Zuckmantel zum Unteren Schloss des Rittergutes Schwarzenstein.
Zuckmantel gehörte zur Realgemeinde Löhmar. Gegen Ende des 18. Jahrhunderts bestand Zuckmantel aus einem Anwesen. Die Hochgerichtsbarkeit hatten das bayreuthische Verwaltungsamt Schwarzenbach am Wald, das Rittergut Schwarzenstein, Rittergut Schwarzenbach und das Rittergut Lippertsgrün gemeinsam inne. Das Rittergut Schwarzenstein war Grundherr des Frohngutes.
Von 1797 bis 1810 unterstand Zuckmantel dem Justiz- und Kammeramt Naila. Infolge des Ersten Gemeindeedikts wurde Zuckmantel dem 1812 gebildeten Steuerdistrikt Schwarzenbach am Wald und der zugleich entstandenen Ruralgemeinde Löhmar zugewiesen. Am 1. April 1971 wurde Zuckmantel im Zuge der Gebietsreform in Bayern nach Schwarzenbach eingegliedert.

### Einwohnerentwicklung
| Jahr      | 1861   | 1871   | 1885   | 1900   | 1925   | 1950   | 1961   | 1970   | 1987  |
| Einwohner | 12     | 11     | 8      | 6      | 5      | 4      | 3      | 4      | 6     |
| Häuser    |        |        | 1      | 1      | 1      | 1      | 1      |        | 1     |
| Quelle    | [ 12 ] | [ 13 ] | [ 14 ] | [ 15 ] | [ 16 ] | [ 17 ] | [ 18 ] | [ 19 ] | [ 1 ] |

## Religion
Zuckmantel ist evangelisch-lutherisch geprägt und nach Schwarzenbach am Wald gepfarrt.